# 1328年
| 千纪： | 2千纪 |
| 世纪： | 13世纪 \| 14世纪 \| 15世纪                                                                                 |
| 年代： | 1290年代 \| 1300年代 \| 1310年代 \| 1320年代 \| 1330年代 \| 1340年代 \| 1350年代                           |
| 年份： | 1323年 \| 1324年 \| 1325年 \| 1326年 \| 1327年 \| 1328年 \| 1329年 \| 1330年 \| 1331年 \| 1332年 \| 1333年 |
| 纪年： | 戊辰年（龙年）；元泰定五年，致和元年，天顺元年，天历元年；越南開泰五年；日本嘉曆三年                       |

## 大事记
- 二月，元泰定帝改年號致和。
- 8月15日——元泰定帝病死。
- 10月3日——元朝丞相倒剌沙倒剌沙在元上都将刚满9岁的阿速吉八拥立为皇帝，改元天顺，是為元天順帝。
- 10月16日——元朝知樞密院事燕帖木儿在大都拥立元武宗之子图帖睦尔即位，改年號天历，是为元文宗。
- 11月9日——卡洛意外去世，其父那不勒斯國王安茹的羅貝托面臨繼承問題。
- 11月14日——樞密院事燕帖木儿打败元天順帝朝廷，倒剌沙戰死，元天順帝下落不明。
- 法國由於前任國王查理四世無嗣，瓦盧瓦的查理之子，法蘭西國王腓力四世的侄兒，路易十世腓力五世及查理四世的堂兄弟腓力六世開創瓦盧瓦王朝（又稱瓦洛亞王朝），然而查理四世的侄兒愛德華三世以血統與查理四世更接近為由，也主張具有繼承權。
- 巴列奧略王朝的拜占庭帝国皇帝安德洛尼卡二世在「两安德洛尼卡战争」之後被孫子擊敗並被遭廢黜，後者即位為安德洛尼卡三世。
- 莫斯科大公伊凡一世取得弗拉基米爾大公之位，並掌握了從羅斯各地向金帳汗國繳收貢賦的徵集權，從此弗拉基米爾大公之位沒有再派給其他公國。

## 出生
- 10月21日——明太祖朱元璋

## 逝世
- 2月1日——查理四世，法國卡佩王朝國王。（1294年出生，34岁）
- 8月15日——泰定帝也孫鐵木兒
- 11月9日——卡拉布里亞的卡洛（英语：Charles, Duke of Calabria），那不勒斯國王安茹的羅貝托第三子。
- 倒剌沙，元朝大臣，元泰定帝时中书左丞相，回回人。